# Glaucocharis parorma
Glaucocharis parorma là một loài bướm đêm trong họ Crambidae.